# Andrés Chadwick
Andrés Pío Bernardino Chadwick Piñera (Santiago, 2 de enero de 1956) es un abogado y político chileno, miembro fundador del partido Unión Demócrata Independiente (UDI). Se desempeñó como ministro del Interior y Seguridad Pública durante el primer y segundo gobierno del presidente Sebastián Piñera.
Durante la dictadura militar en Chile (1973-1990), participó como miembro de la Comisión Legislativa de la Junta Militar de Gobierno y como fiscal de la Oficina de Planificación Nacional (Odeplan). Fue cercano a Augusto Pinochet, quien lideró el régimen. Durante este período, el régimen fue ampliamente criticado por violaciones a los derechos humanos. 
Con el inicio de la transición a la democracia, ejerció como diputado de la República en representación del antiguo distrito n.º 33, en la región del Libertador General Bernardo O'Higgins, durante dos periodos consecutivos, desde 1990 hasta 1998. Posteriormente, desde marzo de 1998 hasta julio de 2011, se desempeñó como senador por la Circunscripción 9 en la misma región, siendo reelegido en las Elecciones Parlamentarias de 2005. 
El 18 de julio de 2011 fue nombrado como ministro secretario general de Gobierno, bajo el primer mandato de su primo, el presidente Sebastián Piñera, reemplazando a la titular Ena von Baer a quien se pidió la renuncia. El 5 de noviembre de 2012, asumió el cargo de ministro del Interior y Seguridad Pública en reemplazo de Rodrigo Hinzpeter, quien fue reasignado en la cartera de Defensa Nacional. Ocupó este puesto hasta el fin del gobierno el 10 de marzo de 2014. Tras esa administración, fue designado por su sector político, como presidente del directorio de la Fundación Avanza Chile.
Durante el segundo gobierno de Sebastián Piñera (2018-2022), fue nuevamente nombrado ministro del Interior y Seguridad Pública, el 11 de marzo de 2018. Durante su gestión en esta cartera, ocurrieron dos eventos significativos: el asesinato del comunero mapuche Camilo Catrillanca y el Estallido Social de octubre de 2019. Este último estuvo marcado por movilizaciones y protestas masivas en todo el país, las cuales fueron duramente reprimidas, resultando en denuncias de violaciones a los derechos humanos, según informes internacionales de Humans Rights Watch (HRW), Amnistía Internacional, la Comisión Interamericana de Derechos Humanos (CIDH) y el Alto Comisionado de las Naciones Unidas para los Derechos Humanos (ACNUDH). Estas acciones fueron llevadas a cabo por Carabineros y el Ejército de Chile. Chadwick fue removido del cargo de ministro el 28 de octubre de 2019 y posteriormente fue acusado constitucionalmente en la Cámara de Diputados. El 11 de diciembre de 2019, el Senado de Chile acogió la acusación, encontrándolo responsable y determinando su inhabilitación para ejercer cargos públicos durante 5 años, hasta 2024.

## Biografía

### Familia
Nació el 2 de enero de 1956, en Santiago. Es hijo de Herman Chadwick Valdés, notario (1949-1977) y conservador de bienes raíces de Santiago (1977-1997); y de Paulette Piñera Carvallo, quien fuera hermana del obispo de Temuco (1960-1977), arzobispo de La Serena (1983-1990) y presidente de la Conferencia Episcopal de Chile (1984-1987); monseñor Bernardino Piñera, y de José Piñera Carvallo, embajador de Chile en Bélgica (1965-1966) y luego en Estados Unidos ante la ONU (1966-1970) durante el gobierno del presidente Eduardo Frei Montalva. Es el segundo y último varón de ocho hermanos, entre los que se destacan María Teresa Chadwick Piñera, que fue subdirectora del Servicio Nacional de la Mujer (Sernam) y secretaria ejecutiva del Consejo Nacional para el Control de Estupefacientes (Conace); y su hermano mayor el abogado, empresario y político Herman Chadwick Piñera, quien se desempeñó como presidente de la Asociación de Concesionarios de Obras de Infraestructura Pública A.G (Copsa) y vicepresidente del Consejo Nacional de Televisión (CNTV).
Andrés es miembro por tanto de la familia Chadwick por parte paterna y de la familia Piñera por parte materna. Entre otros parientes, es primo del exsenador y presidente de Chile Sebastián Piñera (2010-2014; 2018-2022); de José Piñera Echenique, ministro de Trabajo y Previsión Social y de Minería durante el régimen del general Augusto Pinochet; de Pablo Piñera, subsecretario de Hacienda durante la administración del presidente Patricio Aylwin, consejero del Banco Central, director ejecutivo de Televisión Nacional de Chile (TVN), director general de Administración y Finanzas del Ministerio de Relaciones Exteriores, y gerente general de Banco Estado durante el primer gobierno de Michelle Bachelet. Por último, es primo lejano de la arqueóloga Consuelo Valdés Chadwick, quien fuera ministra de las Culturas, las Artes y el Patrimonio durante el segundo gobierno de Sebastián Piñera, poseyendo tatarabuelos en común.
Es cuñado del abogado y político José Antonio Viera-Gallo, militante socialista, quien fuera diputado, senador, embajador, ministro de Estado durante los gobiernos de la Concertación, y ministro del Tribunal Constitucional (TC).

#### Matrimonio e hijos
Está casado con la enfermera María Victoria Costa Vega (hija del agricultor Fernando Costa Prado y María Victoria Vega Bonel), con quien es padre de cuatro hijos: María Camila (quien fuera jefa de gabinete de la ministra de Energía Susana Jiménez Schuster, en 2018), María Victoria (periodista, quien fuera jefa de gabinete de la ministra de Educación Marcela Cubillos, en 2018), María Francisca (comunicadora social, funcionaria de la Municipalidad de Providencia, entre 2012 y 2018) y Andrés Pío (empresario, colaborador de campañas parlamentarias de políticos de centroderecha).

### Estudios y vida laboral

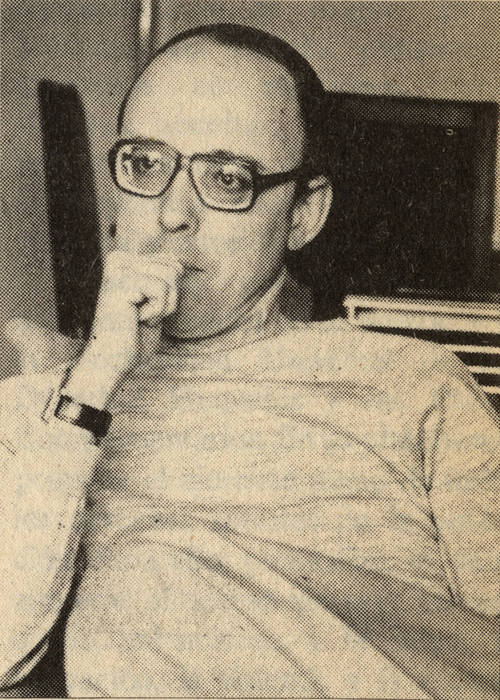
El profesor de derecho constitucional Jaime Guzmán Errázuriz fue profesor y mentor de Andrés Chadwick en la Universidad Católica de Chile.

Cursó sus estudios primarios y secundarios en el Colegio del Verbo Divino de la comuna de Las Condes, Santiago. Pensó ingresar a la Universidad de Chile, pero su cónyuge, María Victoria Costa, lo convenció[cita requerida] de realizar sus estudios superiores en la Pontificia Universidad Católica (PUC), donde ingresó a estudiar derecho en 1974 y, donde se licenció en ciencias jurídicas y sociales. Allí, a partir del primer día de clases, conoció a Jaime Guzmán, profesor de derecho constitucional con quien inició una casi inmediata relación de amistad. Después de clases, Andrés solía llevar en su vehículo a su profesor hasta su departamento. Junto a Juan Antonio Coloma (UDI), José Miguel Olivares (DC) y Luis Hermosilla (PC), se hicieron seguidores de Guzmán. En el caso de Chadwick, este llegó a ser su ayudante de cátedra y discípulo favorito.
Se incorporó como asesor del ministro de Educación Pública en materias universitarias, en 1979. Juró como abogado el 21 de abril de 1980. Entre 1988 y 1989, fue miembro permanente de la 3.ª Comisión Legislativa de la Junta Militar de Gobierno y hasta 1990, fue fiscal del Ministerio de Planificación Nacional (Mideplan).
En 1988, ejerció la docencia en la Universidad Católica de Chile y en la Universidad Finis Terrae. Además, se ha desempeñado como columnista en los diarios Las Últimas Noticias, La Tercera, y comentarista en las radios Portales y Nuevo Mundo.
El 1 de abril de 2022, fue nombrado como decano de la Facultad de Derecho de la Universidad San Sebastián. El 12 de junio de 2024, fue reemplazado por Gonzalo Arenas Hodar, asumiendo como Presidente de la Junta Directiva de Universidad San Sebastián.

## Carrera política

### Inicios
Comenzó en política incursionando brevemente en el Movimiento de Acción Popular Unitaria (MAPU) junto a su cuñado José Antonio Viera-Gallo, para después adherir a la dictadura militar establecida tras el golpe de Estado del 11 de septiembre de 1973 contra el presidente Salvador Allende. El 9 de julio de 1977 participó en el llamado acto de Chacarillas organizado por el Frente Juvenil de Unidad Nacional (FJUN) en la cima del cerro Chacarillas, para celebrar el día de la juventud, en el cual el dictador Augusto Pinochet, gobernante de facto del país, pronunciaría un discurso en el que delinearía la nueva institucionalidad que regiría el Estado en los siguientes años.

### Dirigente universitario
Fue designado en 1979 como presidente de la Federación de Estudiantes de la Universidad Católica de Chile (FEUC) por la dictadura militar del general Pinochet, representando en esa instancia al Movimiento Gremial (MGUC) —del cual era presidente desde 1977—. Al año siguiente, fue elegido dirigente del FJUN, agrupación que presidió en 1981.
En 1983 se incorporó al naciente Movimiento Unión Demócrata Independiente (UDI). Presidió la Juventud de la colectividad hasta 1985, año en que se integró a la Comisión Política. Durante su gestión, asistió al Congreso Mundial Universitario, realizado en la ciudad de Tokio, Japón.
En 1987, ingresó al partido Renovación Nacional (RN). Fue designado presidente de la Juventud cargo que ejerció hasta la separación definitiva de esta colectividad con la UDI, en 1988.

### Diputado

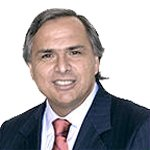
Fotografía oficial de Andrés Chadwick como diputado en 1990.

En las elecciones parlamentarias de 1989, fue elegido como diputado por el entonces distrito n.º 33 de la Región de O'Higgins, por el periodo legislativo 1990-1994. Integró las comisiones permanentes de Constitución, Legislación y Justicia, que presidió; de Derechos Humanos, Nacionalidad y Ciudadanía; y de Régimen Interno, Administración y Reglamento. Participó en las comisiones especiales de Régimen Político Chileno; y de Servicios de Inteligencia.
Entre 1990 y 1993, fue jefe de bancada de la Unión Demócrata Independiente (UDI). Además, integró el Grupo Interparlamentario chileno-palestino.
En elecciones parlamentarias de 1993, fue reelegido como diputado por el mismo distrito n.º 33, para el período legislativo 1994-1998. Continuó su trabajo en las comisiones permanentes de Constitución, Legislación y Justicia, que presidió, y de Derechos Humanos, Nacionalidad y Ciudadanía. Participó además, en la Comisión Especial de Servicios de Inteligencia, y en la Comisión Investigadora de la Entrega de Recursos para Organizaciones Deportivas. Entre el 19 de marzo de 1996 al 5 de marzo de 1997, fue segundo vicepresidente de la Cámara de Diputados.
Paralelamente, a nivel partidista, entre 1994 y 1998, fue vicepresidente de la Unión Demócrata Independiente (UDI).

### Senador

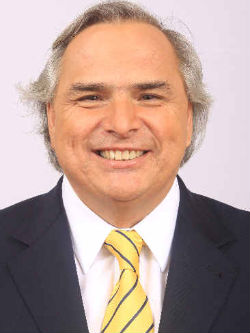
Chadwick en su fotografía oficial como senador en 2010.

En las elecciones parlamentarias de 1997, fue elegido como senador por la Novena Circunscripción, correspondiente a la Región de O'Higgins, por el periodo legislativo 1998-2006. Integró las comisiones permanentes de Relaciones Exteriores; de Educación, Cultura, Ciencia y Tecnología; Deportes y Recreación; de Constitución, Legislación, Justicia y Reglamento, que también presidió; y de Derechos Humanos, Nacionalidad y Ciudadanía.
En 2005 fue uno de los llamados «samurái» o principales promotores de la campaña presidencial del economista Joaquín Lavín (UDI), liderada por su primo en segundo grado, Francisco de la Maza Chadwick, sucesor de la alcaldía de Las Condes dejada por Lavín. En las elecciones parlamentarias del mismo año, obtuvo su reelección al Senado por la misma circunscripción senatorial, período legislativo 2006-2014. Integró la comisión permanente de Educación, Cultura, Ciencia y Tecnología, de Derechos Humanos, Nacionalidad y Ciudadanía, y de Constitución, Legislación, Justicia y Reglamento. También formó parte del grupo interparlamentario chileno-alemán.

### Ministro de Estado de Sebastián Piñera

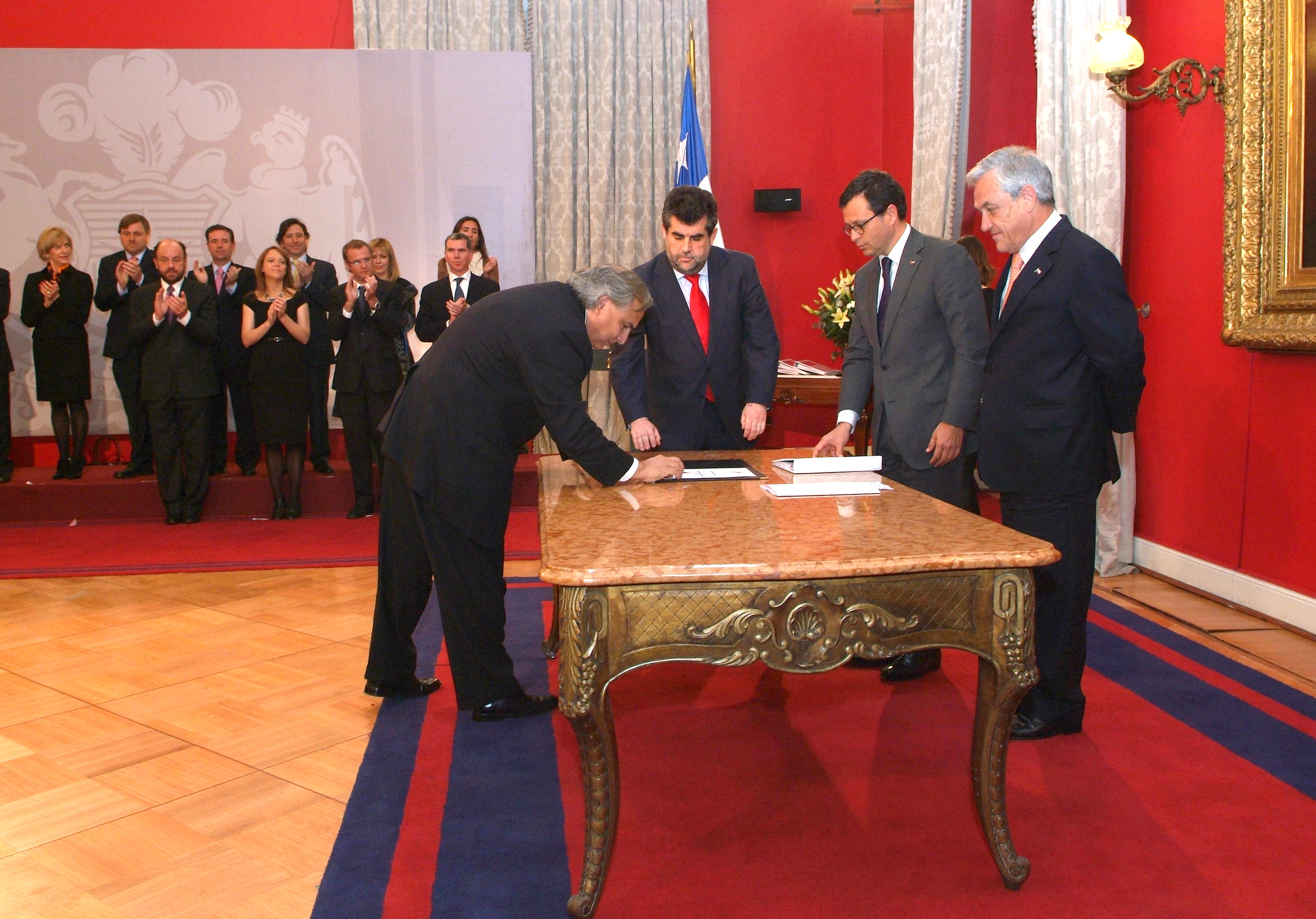
Chadwick durante su juramento como ministro Secretario General de Gobierno en julio de 2011.

El 18 de julio de 2011 dejó su escaño en el Senado para asumir como ministro Secretario General de Gobierno, reemplazando a Ena von Baer. Su cupo senatorial pasó a ser ocupado por su compañero de partido, el diputado Alejandro García-Huidobro Sanfuentes. El 5 de noviembre de 2012 asumió el cargo de ministro del Interior y Seguridad Pública del presidente Sebastián Piñera, en reemplazo de Rodrigo Hinzpeter, puesto que desempeñó hasta el término del gobierno, el 11 de marzo de 2014. Posteriormente, fue presidente de la Fundación Avanza Chile, hasta el año 2018.
Volvió a ocupar el cargo de ministro del Interior y Seguridad Pública durante el segundo gobierno de Sebastián Piñera, a partir del 11 de marzo de 2018. Su labor se extendió hasta el 28 de octubre de 2019, cuando fue reemplazado por Gonzalo Blumel, en medio de las masivas protestas de octubre que se desarrollaron en el país.

#### Acusación constitucional
El 30 de octubre del mismo año, un grupo de diputados de oposición presentó una acusación constitucional en su contra, apuntando a su responsabilidad política que negó haber tenido el día 23 de octubre en el Congreso Nacional, por el actuar de Fuerzas Armadas y Carabineros ante los crímenes y violaciones de los derechos humanos durante las protestas en el país. El 28 de noviembre, la Cámara de Diputados aprobó la acusación constitucional con 80 votos a su favor, y el 11 de diciembre el Senado se pronunció a favor de su responsabilidad política en los hechos descritos por la acusación, por 23 votos contra 18, quedando inhabilitado para ejercer cargos públicos durante cinco años.

#### Resultado en la Cámara de Diputados
| Acusado         | Fecha                                    | Voto |    |    |   |    |    |   |   |   |   |   |   |   |   |   |   |   | Ind. | Total  |
| --------------- | ---------------------------------------- | ---- | -- | -- | - | -- | -- | - | - | - | - | - | - | - | - | - | - | - | ---- | ------ |
| Andrés Chadwick | 28 de noviembre de 2019 Mayoría absoluta | Sí   |    |    |   | 18 | 11 | 9 | 5 | 7 | 7 | 4 | 3 | 3 | 2 | 2 | 1 |   | 7    | 79/155 |
| Andrés Chadwick | 28 de noviembre de 2019 Mayoría absoluta | No   | 32 | 30 | 6 |    |    |   |   |   |   |   |   |   |   |   |   | 1 | 1    | 70/155 |
| Andrés Chadwick | 28 de noviembre de 2019 Mayoría absoluta | Aus. | 1  |    |   |    | 2  |   | 1 |   |   |   | 1 |   | 1 |   |   |   | 2    | 6/155  |

#### Resultado en el Senado
| Acusado         | Fecha                                                       | Voto |   |   |   |   |   |   |   |   | Ind. | Total |
| --------------- | ----------------------------------------------------------- | ---- | - | - | - | - | - | - | - | - | ---- | ----- |
| Andrés Chadwick | 11 de diciembre de 2019 Mayoría absoluta Declarado culpable | Sí   |   |   | 7 | 4 | 6 | 1 | 1 |   | 4    | 23/43 |
| Andrés Chadwick | 11 de diciembre de 2019 Mayoría absoluta Declarado culpable | No   | 9 | 8 |   |   |   |   |   | 1 | 1    | 19/43 |
| Andrés Chadwick | 11 de diciembre de 2019 Mayoría absoluta Declarado culpable | Aus. |   | 1 |   |   | 1 |   |   |   |      | 2/43  |

## Controversias y críticas

### Controversias en torno a la comunidad LGBTQ+
En febrero de 2009, Chadwick fue incluido en el informe anual de Derechos Humanos de las minorías sexuales chilenas del Movimiento de Liberación Homosexual (MOVILH), por sus intervenciones e indicaciones controvertidas, señaladas como homofóbicas, en su gestión y acciones como senador. Allí se lo colocó en el segundo lugar del "Ranking de personas homofóbicas y transfobias" del año 2008.
El martes 17 de mayo de 2011, Chadwick presentó junto a Pablo Longueira un proyecto de reforma de rango constitucional para establecer el matrimonio como "exclusivo entre el hombre y la mujer". Esto, fue objeto de críticas entre senadores y la comunidad LGBTQ+. Dos días después, el 19 de mayo, Chadwick y Longueira retiraron el proyecto debido a las manifestaciones contra este.
En 2013 y 2017, en funciones de Ministro de Interior y Seguridad Pública, se reunió con el MOVILH, dialogando sobre el accionar de Carabineros, y el Acuerdo por la Igualdad respectivamente.

### Supuesta participación en Colonia Dignidad
En junio de 2005, luego de la detención del traficante de armas y pederasta alemán Paul Schäfer, y del desalojo de Colonia Dignidad, se reveló que un grupo de políticos y religiosos de derecha, entre ellos los senadores Chadwick, Hernán Larraín, Jaime Guzmán. y Carlos Bombal (entre otros), apoyaban los servicios de salud y educación que prestaba secretamente el enclave, y posiblemente también acceso a sus dependencias.
La exministra de Justicia de la dictadura militar del general Augusto Pinochet, Mónica Madariaga, aseguró en una entrevista que Jaime Guzmán le daba clases al interior de Villa Baviera a sus discípulos y actuales dirigentes de la UDI, entre los que se encontraban Chadwick y Pablo Longueira.

«Yo sé que Jaime Guzmán (el asesinado ex senador de la UDI) le dio clases a Pablo Longueira, Luis Cordero y Andrés Chadwick (todos dirigentes de la Unión Demócrata Independiente) en el interior de la Colonia Dignidad». «eran adoctrinados en ese lugar, ahí se les formó políticamente, les hacían clases. Jaime Guzmán los instruía y les daba charlas, lo hacía al estilo platónico, se paseaba por los campos dictando clases. Todos ellos sacaron un gran provecho de Colonia Dignidad. Ahora no dicen nada». El senador de la UDI Hernán Larraín, «quien era muy amigo de la gente de Colonia Dignidad» y habló que ese lugar «fue utilizado como campo de entrenamiemto» de dirigentes de la UDI.
 Mónica Madariaga en entrevista a La Tercera.

### Papel en las protestas en Chile de 2019

#### Denuncia por colusión en televisión abierta
El 30 de octubre de 2019, la Federación de Trabajadores de Televisión (FETRA TV) denunció que Chadwick en su labor como ministro del Interior y Seguridad Pública, se reunió con los principales directivos de los canales de televisión con el objetivo de coordinar las líneas editoriales de dichos medios de prensa ante las masivas protestas de ese mes. El presidente de FETRA TV, Iván Mezzano, denunció que la situación correspondía a “censura encubierta”, afectando la autonomía y objetividad de los medios y la libertad de prensa. El 30 de octubre fue presentada una denuncia por colusión ante la Fiscalía Nacional Económica (FNE) debido a la reunión. El 6 de noviembre trabajadores del Departamento de Prensa de Canal 13 solicitaron la renuncia del presidente del Sindicato de Trabajadores, Iván Mezzano, dado que las denuncias que realizó en contra de Chadwick obedecerían a una visión personal de los hechos, no representando la opinión mayoritaria de los periodistas del canal.

### Caso Hermosilla
En agosto de 2024, salió a la luz un grave caso de corrupción conocido como Caso Hermosilla, cuyo principal protagonista es el abogado Luis Hermosilla, amigo y socio de Andrés Chadwick. Los chats y audios del teléfono móvil requisado de Hermosilla, puesto en prisión preventiva por presuntos delitos tributarios, soborno y lavado de activos, muestran una estrecha relación de influencias, que incluyen, por ejemplo, coordinaciones de apoyo indebidas con Chadwick para elegir a fiscales judiciales, ministros de la Corte Suprema (como Ángela Vivanco), y favorecer los intereses de las empresas de los clientes de Hermosilla (como el Grupo Patio de los hermanos Jalaff), incluso intervenir causas judiciales a favor de personeros del partido de Chadwick, como el llamado Caso Penta.
A raíz de estas acusaciones, en octubre de 2024 Andrés Chadwick renunció a la UDI después de más de 30 años de militancia.

## Condecoraciones

Escudo de armas de Andrés Chadwick.

### Condecoraciones extranjeras
- Gran Cruz de la Orden del Mérito Civil ( España, 4 de marzo de 2011).[57]

## Historial electoral
| Año  | Tipo           | Territorio                      | Pacto                          | Partido | Votos  | %     | Resultado |
| ---- | -------------- | ------------------------------- | ------------------------------ | ------- | ------ | ----- | --------- |
| 1989 | Parlamentarias | 33.º distrito                   | Democracia y Progreso          | UDI     | 27 837 | 27.01 | Diputado  |
| 1993 | Parlamentarias | 33.º distrito                   | Unión por el Progreso de Chile | UDI     | 35 361 | 31.80 | Diputado  |
| 1997 | Parlamentarias | 9.ª circunscripción (O'Higgins) | Unión Por Chile                | UDI     | 68 167 | 20.59 | Senador   |
| 2005 | Parlamentarias | 9.ª circunscripción (O'Higgins) | Alianza                        | UDI     | 94 877 | 25.42 | Senador   |